# Compsomyiops fulvicrura
Compsomyiops fulvicrura är en tvåvingeart som först beskrevs av Robineau-desvoidy 1830.  Compsomyiops fulvicrura ingår i släktet Compsomyiops och familjen spyflugor. Inga underarter finns listade i Catalogue of Life.